# Actinella actinophora
Actinella actinophora е вид охлюв от семейство Hygromiidae. Видът е уязвим и сериозно застрашен от изчезване.

## Разпространение и местообитание
Разпространен е в Португалия (Мадейра).
Обитава планини, възвишения, ливади, крайбрежия и плажове.